# میساک داوتیان
میساک آرشامی داوتیان (Միսակ Արշամի Դավթյան؛ زادهٔ ۱۴ اکتبر ۱۹۳۴ ‏(۹۰ سال) - درگذشته ۲۵ ژوئن ۲۰۱۸) یک پزشک، زیست‌شیمی‌دان، رئیس دانشگاه، آکادمیسین و سیاستمدار اهل ارمنستان بود که از تاریخ ۱۹۸۹ تا تاریخ ۱۹۹۰ در کابینه سمت آخرین وزیر آموزش و پرورش ارمنستان شوروی را برعهده داشت.

## زندگی‌نامه
در ۱۴ اکتبر ۱۹۳۴ در تفلیس، جمهوری شوروی سوسیالیستی ماورای قفقاز یا صوفیه، پادشاهی بلغارستان به دنیا آمد و از دانشگاه پزشکی دولتی ایروان فارغ‌التحصیل شد. وی همچنین برنده مدال مخیتار هراتسی و مدال یادبود نخست‌وزیر ارمنستان شده‌است. وی همچنین در رشته زیست‌شیمی در دانشگاه دولتی ایروان به تدریس پرداخت. داوتیان عضو فرهنگستان ملی علوم ارمنستان نیز بود. میساک داوتیان در ۲۵ ژوئن ۲۰۱۸ در سن ۸۳ سالگی در لس آنجلس، کالیفرنیا، ایالات متحده آمریکا درگذشت.